# J.C.J. de Feignet
Joseph Carl Julien (el. Wilhelm) de Feignet (1698 i Schwaben – 2. april 1771 i København) var en ingeniørofficer i dansk tjeneste. Han tegnede et antal militærbygninger i streng barokstil.
Han var søn af major Friederich Conrad Wilhelm de Feignet og NN, var oprindelig i østrigsk krigstjeneste og indkaldtes her til, idet han 7. januar 1743 udnævntes til surnumerær ingeniørmajor med gage ved den danske Fortifikationsetat. Året efter blev han forsat til Fortifikationsetaten i Holsten, hvis midlertidige chef han blev i 1754, efter at han i 1752 var blevet oberstløjtnant af fortifikationen med anciennitet af 1751 og 1753 havde fået rang med majorer i Garden fra sin ansættelse i dansk tjeneste at regne. I 1755 tildeltes der ham karakter som oberst af infanteriet, og samtidig overtog han chefspladsen ved den holstenske fortifikationsetat. 1756 udnævntes han til generalkvartermester og 1762 til generalmajor af infanteriet. Da Ingeniørkorpset oprettedes 1763 ved sammendragning af de 3 fortifikationsetater i Danmark, Norge og Holsten, blev han det nye korpses chef, i hvilken stilling han forblev til sin død. I 1766 udnævntes han til generalløjtnant af infanteriet og senere på året til hvid ridder. Han døde 2. april 1771 i sit 73. år.
1737 ægtede han Maria Theresia de San Bartholomii (1718 i Milano – 14. marts 1790 i Altona), datter af oberst NN de San B. og NN.
To sønner af de Feignet var ligeledes ingeniørofficerer, nemlig Joseph Ignatius de Feignet, der begyndte sin militære løbebane ved den holstenske fortifikationsetat i 1753 og døde som ingeniørkaptajn og adjudant i 1769, og Johan Carl Christoph de Feignet, født 1740, der i 1757 ligeledes begyndte ved førnævnte etat, i 1803 afgik fra Ingeniørkorpset, hvor han havde gjort tjeneste som ingeniørkaptajn og kartograf, og udnævntes til oberst af infanteriet og kommandant i Frederiksort, erholdt afsked i 1807 og døde i 1816.
Han er begravet på Garnisons Kirkegård.

## Værker
- Bolig og værksted for smed og tømrer i Friedrichsort (1755)
- 4 krudttårne uden for Københavns fæstningslinie (1764)
- Værkstedsbygning på Tøjhuset (1767)
- Materialhus i Glückstadt

### Projekter
- Arsenal i Glückstadt

### Skriftlige værker
- Kurtze, jedoch gründliche Gedanken von einer wahren Verbesserung der modernen Fortification, Glückstadt 1748.